# Оцепление

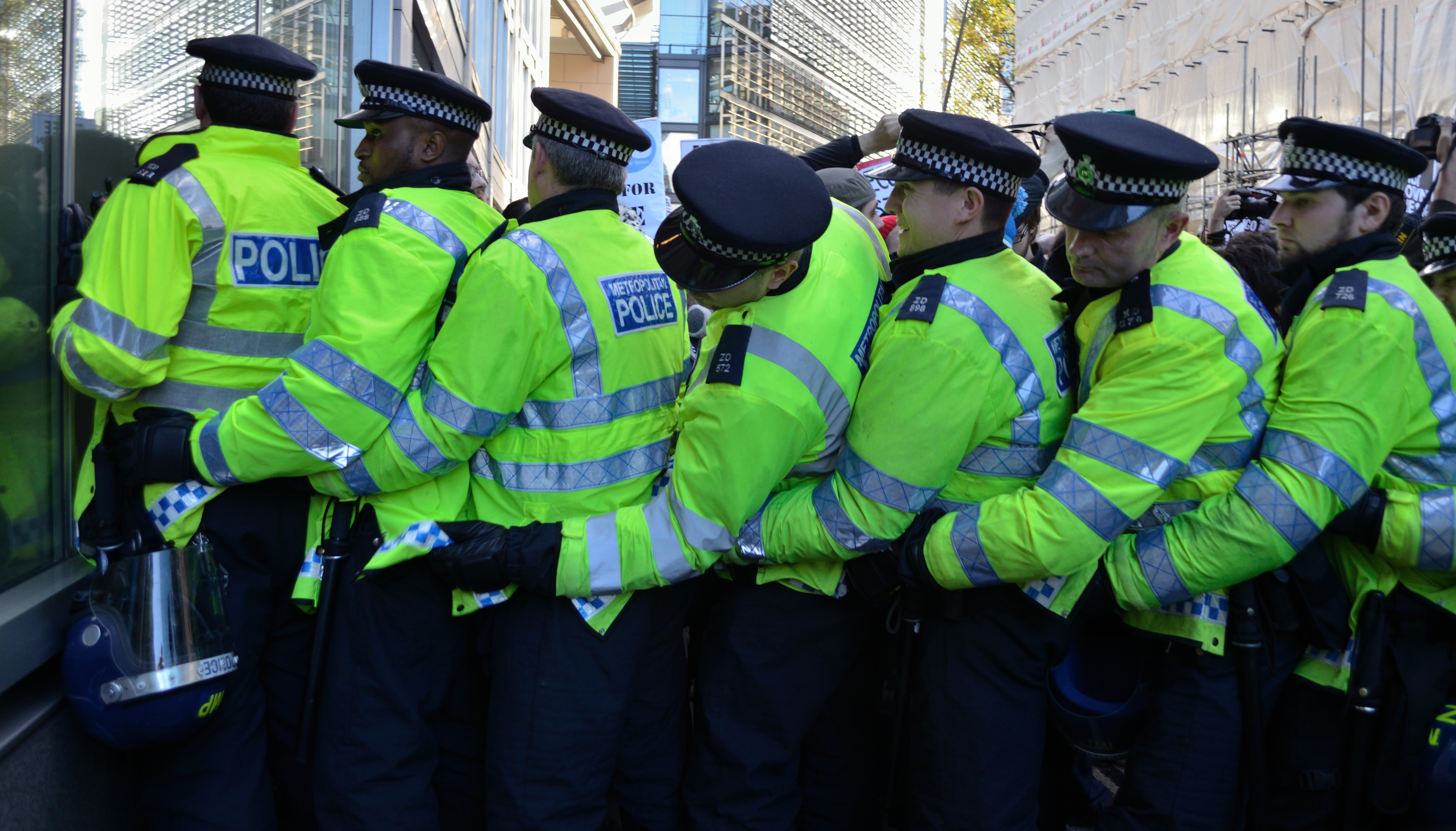
Британское полицейское оцепление в Лондоне (ноябрь 2011)

Оцепле́ние — наряд военнослужащих либо полиции/милиции, расставленный вдоль определённого рубежа или на определённых пунктах для пресечения доступа посторонних лиц в какое-либо место или выхода из него.
Выставление оцепления является обыденным средством обеспечения безопасности при производстве взрывных работ, проведении тактических учений, боевых стрельб (учений), бомбометаний, пусков ракетного оружия и т. п. Нередко оцепление используется для изоляции районов техногенных катастроф, стихийных бедствий, аварий, очагов распространения эпидемий, при поимке особо опасных криминальных элементов и нарушителей границы и т. д.

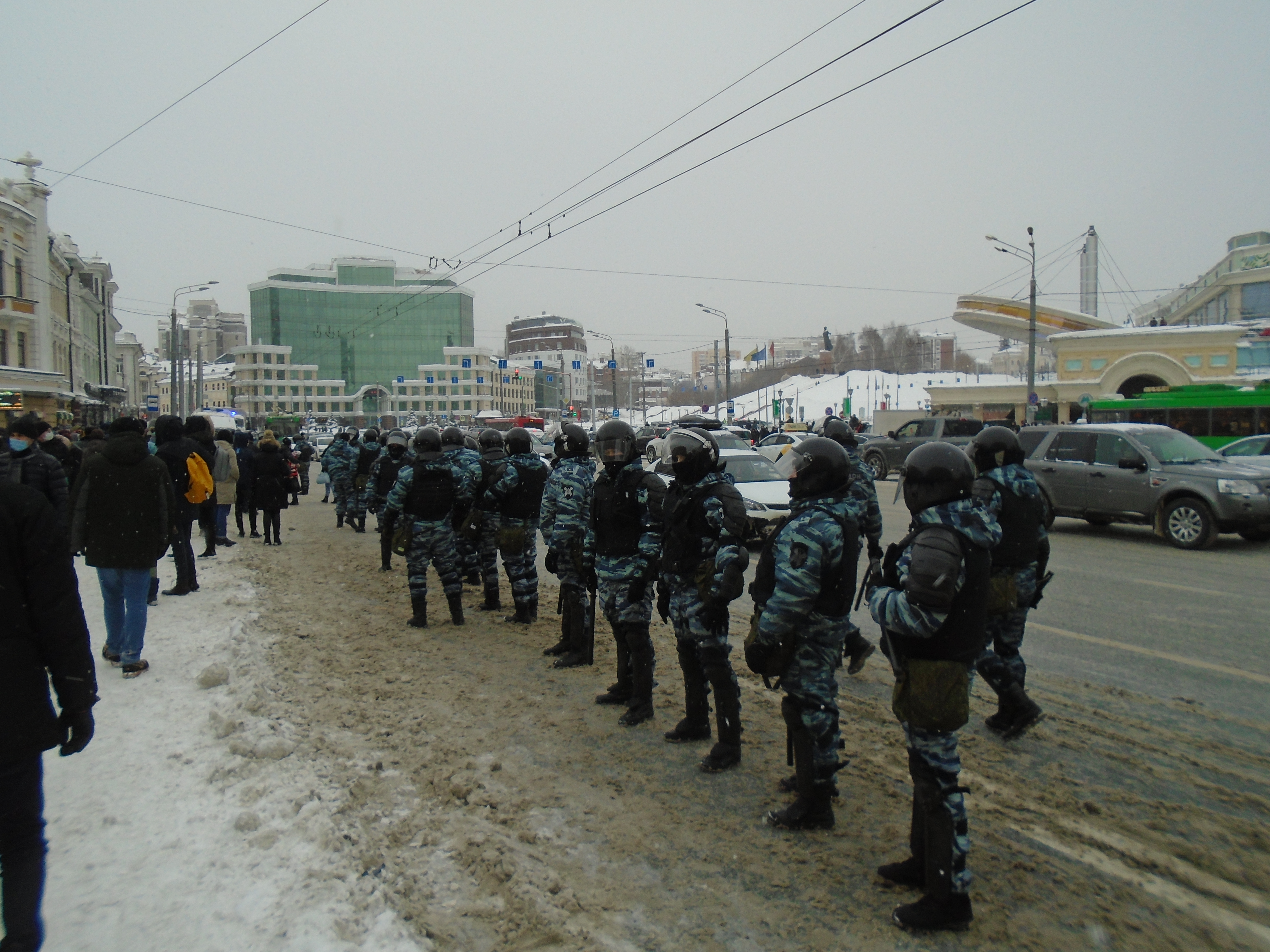
Оцепление на акции протеста в Казани (январь 2021)

Для несения службы в оцеплении на дорогах, ведущих к охраняемому району и в местах, обеспечивающих обзор подступов к нему выставляются посты в составе не менее двух человек; эти посты снабжаются средствами связи и сигнализации, при необходимости им выдаётся табельное оружие, начальник сил оцепления подчиняется руководству учений (стрельб) или должностным лицам, отвечающим за безопасность в оцепленном районе (объекте).